# 凱·格蘭傑
諾維爾·凱·格蘭傑（英語： Novell Kay Granger，1943年1月18日—），是一位來自美國德克薩斯州共和黨政治人物，自1997年起擔任美国聯邦众议員德克萨斯州第12国会选区代表、2023年成為美國眾議院撥款委員會主席。
格蘭傑曾任教師和女商人，是第一位在美國眾議院代表德州女性共和黨黨員。在德克薩斯州沃斯堡分區委員會任職後，1991年被選為沃斯堡市第一位女市長；連任兩屆。

## 早年
格蘭傑出生於德州格林維爾，在沃斯堡長大。格蘭傑讀於當地公立學校，1961年畢業於東山高中。1965年畢業於德克薩斯衛斯理大學。

## 外部連結
- Congresswoman Kay Granger （页面存档备份，存于） official U.S. House website
- Kay Granger for Congress （页面存档备份，存于）
- 中的“凱·格蘭傑”
- C-SPAN內的頁面（英文）
- 美國國會國家人物傳記大辭典中的傳記
- 由華盛頓郵報維護的投票記錄
- 智慧投票计划中的傳記、投票紀錄及利益集團評級
- 聯邦選舉委員會中的競選財務報告和數據
- Profile （页面存档备份，存于） at the Texas Tribune